# Festival Aéreo de Cádiz
El Festival Aéreo de Cádiz es un evento anual, actualmente sin asignación presupuestaria, organizado por Ayuntamiento de Cádiz en colaboración con el Ejército del Aire y la Armada de España, que celebra la ciudad antes citada en el mes de septiembre desde 2008. Es uno de los miembros fundadores del Consejo Español de Festivales Aéreos (CEFA) junto a Vigo, Gijón, Barcelona y Valencia, y a los que en 2009 se sumó Málaga.

## Historia

### Antecedentes
El primer acontecimiento aéreo en Cádiz tuvo lugar durante las celebraciones del primer centenario de la Constitución Española de 1812. El 6 de octubre de 1912 despegó por primera vez un avión, en concreto un biplano Lommer, de la "Tacita de Plata", desde la misma playa donde se celebra el festival, aunque debido al viento reinante el piloto, Benito Loygorri, tuvo que aterrizar en la playa de Cortadura.
Un año después, el 13 de agosto de 1913 el francés Garnier trasladó su aeroplano por tierra hasta la playa de la Victoria, despegó y realizó una exhibición sobre la ciudad, para después regresar y dar la oportunidad a algunos ciudadanos de volar por primera vez.
Alberto Bayo acudió a la Victoria en 1920 durante la Velada con un aeroplano Cantron para realizar varios bautismos aéreos sobre la ciudad.
Tres aviones participaron en la primera Fiesta de Aviación del Aeroclub de Cádiz. Entre los aviadores se encontraban Carlos Haya y Fernando Flores.
El 31 de agosto de 1958, con motivo del Trofeo Carranza, un grupo de aviones procedentes de Morón que formaban la patrulla Ascua, pionera en patrullas acrobáticas militares españolas, realizó una demostración sobre las playas de la ciudad andaluza.
Otras exhibiciones tuvieron lugar en los años 80, en los que se pasaron por Cádiz las Cuadrillas Martini y Rothmans.

### Primera edición
El festival se celebró por primera vez el 14 de septiembre de 2008 en la Playa de la Victoria de Cádiz, acudiendo entre 230.000 (fuentes municipales) y  personas. En colaboración con el Museo de Aeronáutica y Astronáutica del Ejército del Aire, se realizó una exposición de maquetas y motores en el Centro Comercial Bahía de Cádiz y una muestra estática de dos aviones clásicos, un North American T-6 Texan y un Hispano Aviación HA-200 Saeta, en la Glorieta Ingeniero La Cierva. En esta primera ocasión estuvieron presentes en el cielo de Cádiz:
- La Patrulla Acrobática de Paracaidismo del Ejército del Aire (PAPEA), basados en la Base Aérea de Alcantarilla.
- La patrulla Jacob 52, patrulla acrobática civil formada por cinco Yak 52.
- Un Sukhoi Su-26M, a los mandos de Juan Velarde.
- Un helicóptero Seahawk SH-60B de la Armada.
- Un McDonnell Douglas AV-8B Harrier II de la Armada.
- Un Mirage F-1 del Ala 14 de la Base Aérea de Los Llanos (Albacete).
- Un Canadair CL-215T del 43 Grupo del Ejército del Aire, con base en Torrejón (Madrid).
- La Patrulla Aspa, con seis Eurocopter EC 120 Colibri de la Base Aérea de Armilla (Granada).
- Un Eurofighter Typhoon de la Aeronáutica Militare (ejército del aire de Italia).
- Un F-18 Hornet, también de Torrejón, Ala 12.
- La Patrulla Águila, formada por siete CASA C-101 Aviojet con sede en la Academia General del Aire.

### Segunda edición
La segunda edición se celebró el 13 de septiembre de 2009 en la misma localización que el año anterior, contando con un amplio programa de exhibiciones aéreas y exposiciones. Este año se repitieron las exposiciones realizadas en 2008 con material del Museo de Aeronáutica y Astronáutica del Ejército del Aire. Los participantes en la demostración aérea fueron:
- Un helicóptero Eurocopter AS 332 Super Puma del SAR.
- La Patrulla Acrobática de Paracaidismo del Ejército del Aire (PAPEA).
- La patrulla Jacob 52.
- Un Extra 300 a los mandos de Francisco Sola.
- Un Harrier de la Armada.
- La Patrulla Culebra, formada por Cástor Fantoba y Juan Velarde.
- Un Canadair CL-215T.
- Dos helicópteros (Bell 212 y Sikorsky SH-60 Seahawk) de la Armada.
- Un Eurofighter Typhoon del Ala 11 de la Base Aérea de Morón.
- La Patrulla Águila.

## Comité organizador
El comité organizador del II Festival Aéreo de Cádiz se constituyó en julio de 2009 con representantes del Ayuntamiento de Cádiz, Ejército del Aire, Armada, Policía Local y Subdelegación de Gobierno. Los representantes designados por dichas instituciones fueron:
- Presidenta: Teófila Martínez.
- Vicepresidente: Ignacio Romaní.
- Director técnico: Miguel Padilla.
- Vocales: Pedro Frutos, Antonio Rosón, Juan M. Padilla, Jesús García Chaparro, Paloma Bordons, Evelio Ingunza, Vicente Sánchez, Bruno García y Santiago Posada.